# Britonia

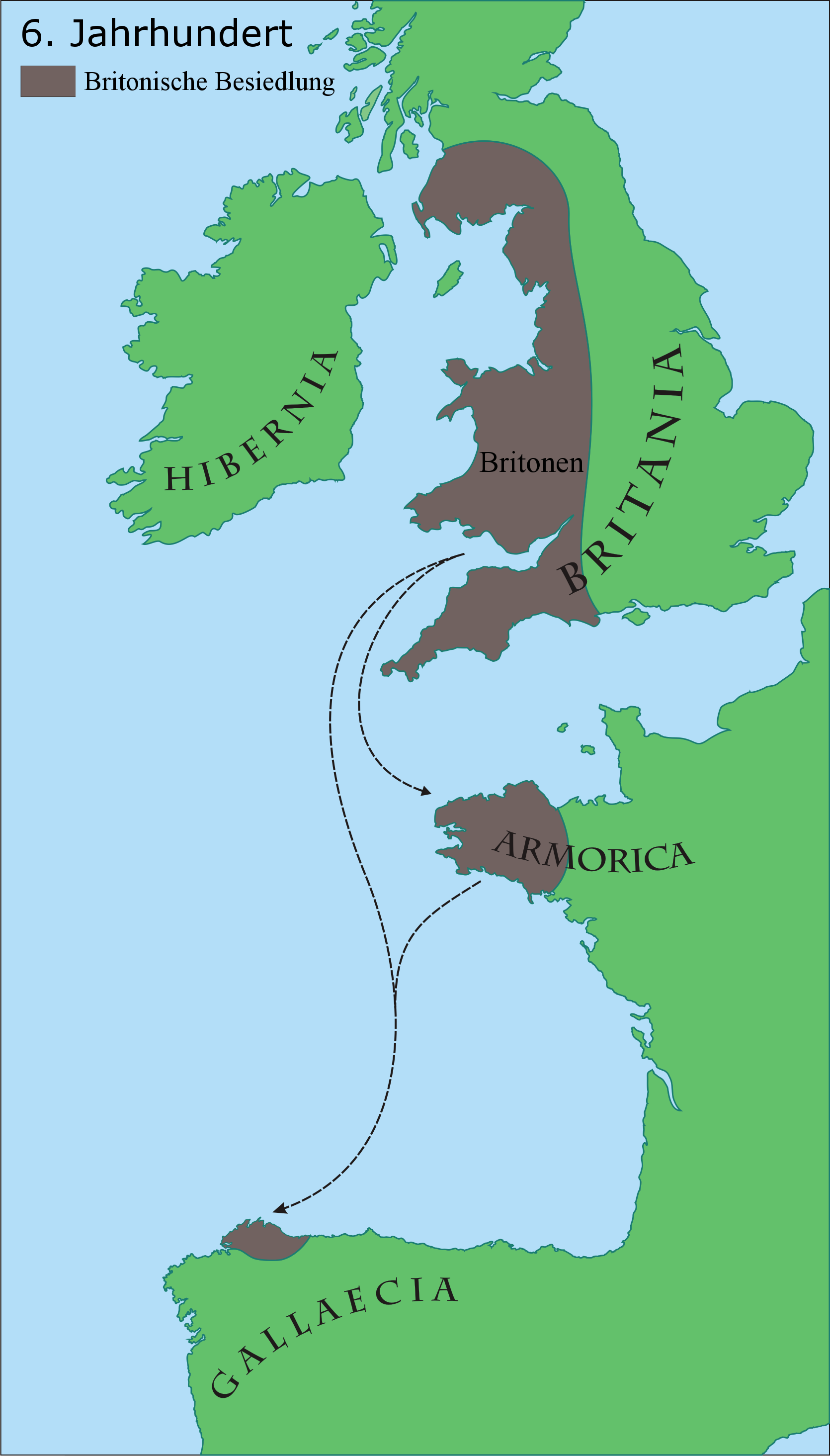
Britonische Besiedlung im 6. Jahrhundert.

Britonia ist der historische Name einer Besiedlung in Galicien und Asturien im nordwestlichen Spanien. Im späten 5. und frühen 6. Jahrhundert n. Chr. flüchtete ein Teil der britannischen Bevölkerung aus Großbritannien vor den Angelsachsen. Ungefähr zur gleichen Zeit wurde auch Aremorica (insbesondere die heutige Bretagne) in Gallien von auswandernden keltischen Britonen  besiedelt.
Das Wenige, das über Britonia bekannt ist, stammt aus kirchlichen Quellen. Die britischen Besiedlungen wurden auf dem Konzil von Lugo im Jahr 569 als separates Bistum anerkannt. Mailoc wurde als erster Bischof von Britonia im 2. Konzil von Braga (572) eingesetzt.

## Belege
1. ↑  
John T. Koch: Britonia. In John T. Koch: Celtic Culture: A Historical Encyclopedia. ABC-CLIO, Santa Barbara 2006, OCLC 634818918, S. 291.